# Малая бриллиантовая корона королевы Виктории

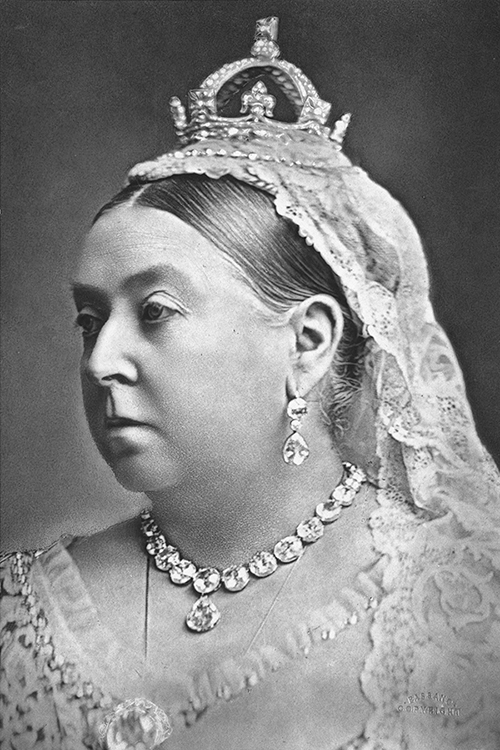
Королева Виктория, 1887

Малая бриллиантовая корона королевы Виктории (англ. Small Diamond Crown of Queen Victoria) — миниатюрная императорская и государственная корона, изготовленная в 1870 году по просьбе королевы Виктории для ношения поверх вдовьего чепца после смерти её мужа принца Альберта. Эта корона, пожалуй, наиболее тесно связана с королевой, и является одной  из королевских регалий Великобритании, выставленных на всеобщее обозрение в сокровищнице Тауэра.

## Исторический фон
После смерти в 1861 году супруга Виктории, принца Альберта, королева отошла от общественной жизни и до своей смерти в 1901 году носила чёрно-белый ансамбль, в просторечии известный как «вдовий траур». Под давлением правительства королева вновь появилась на публике в 1870 году, однако, она отказалась вновь надеть свою императорскую государственную корону, отчасти потому, что та показалась ей тяжёлой и неудобной, а отчасти потому, что её было невозможно надеть поверх вдовьего чепца. Новая малая корона была создана в качестве замены, отвечающей как церемониальным обязанностям монарха, так и желаемому Викторией стилю одежды в качестве вдовы. Корона была изготовлена в марте 1870 года ювелирным домом Garrard & Co.

## Дизайн
Несмотря на миниатюрный размер, эта серебряная корона следует стандартному дизайну британских корон. Она состоит из двух дуг, соединённых мондом, увенчаным крестом. Каждая из дуг отходит от лапчатого креста, находящегося на краю венца. Между каждым крестом расположена геральдическая лилия. Из-за своего небольшого размера — 9 см (3,5 дюйма) в поперечнике и 10 см (4 дюйма) высотой — корона не имеет внутренней шапочки. Корона содержит 1162 бриллианта бриллиантовой огранки и 138 бриллианта огранки «роза» общим весом 132 карата, взятыми из принадлежавшего королеве большого ожерелья. В отличие от цветных драгоценных камней, бриллианты считались приемлимыми для ношения во время траура. Вес короны составляет в общей сложности 160 г (5,6 унций).

## Использование
Королева Виктория впервые надела свою новую корону 9 февраля 1871 года на церемонии открытии парламента. Королева часто носила корону без дуг, как венец или открытую корону. После смерти Виктории корона была помещена на её гроб в Осборн-хаусе.

## После Виктории

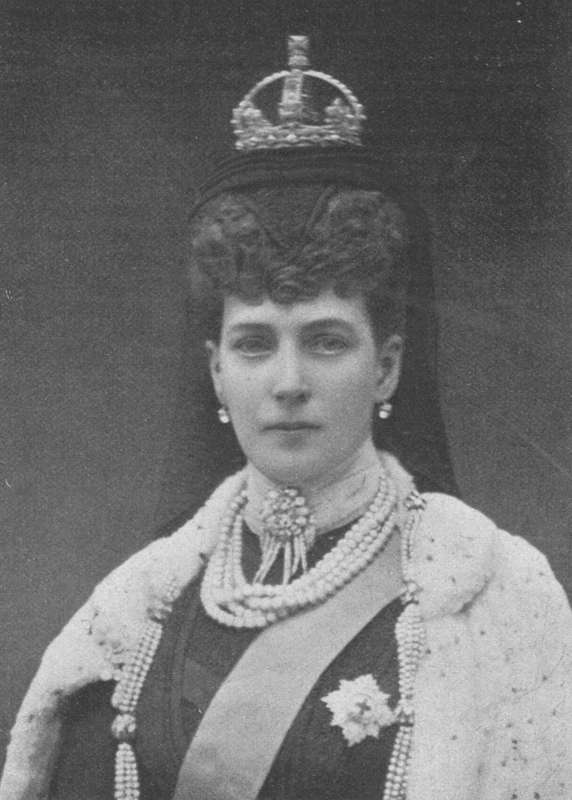
Королева Александра в малой бриллиантовой короне. Февраль 1901

Малая бриллиантовая корона принадлежала лично королеве Виктории, а не государству и не являлась частью королевских регалий, в состав которых вошла согласно завещанию владелицы. Впоследствии данную корону носила королева-консорт Александра Датская (1901—1910), а после неё — следующая королева-консорт Мария Текская (1910-1936). После смерти своего мужа Георга V, Мария Текская перестала носить корону. Когда новая королева-консорт Елизавета Боуз-Лайон решила не носить малую бриллиантовую корону, правнук королевы Виктории, Георг VI, передал её на хранение в Дом драгоценностей в Тауэре, где данная корона выставленна на всеобщее обозрение.